# Pterocereus gaumeri
Pterocereus gaumeri là một loài thực vật có hoa trong họ Cactaceae. Loài này được (Britton & Rose) Th. MacDoug. & Miranda miêu tả khoa học đầu tiên năm 1954.